# 哥倫布市旗 (俄亥俄州)
哥倫布市旗（英語：Flag of Columbus）為美國俄亥俄州首府哥倫布市的官方旗幟，市旗設計為黃、白、紅三色旗，中央有藍底哥倫布市徽。根據官方說法，目前的樣式於1929年通過採用，惟當時通過後是否懸掛使用已不可考。
哥倫布的首面市旗於1912年啟用，同樣包括藍底市徽。目前的樣式為該市的第二版市旗，於1929年取代前者，但另一面與法定樣式相似的非官方旗幟在一些時期被更頻繁地使用，該旗由紅、白、藍三色構成，而非規定的黃、白、紅。至今無法確認該旗的起源，但該市在發現此異常現象後已更換為正確旗幟。
重新設計市旗的呼聲於2020年開始出現。喬治·弗洛伊德事件於該市引發的示威活動中，由於市旗使用與航海家克里斯多福·哥倫布有關的圖樣，時任市長安德魯·金瑟因此要求修改旗面設計。

## 設計和象徵
鉻黃色、白色和腥紅色組成的三色旗（法定比例為1：2：1，但為契合市徽而時常將其調整為1：2.3：1）代表資助克里斯多福·哥倫布前往美洲探險的西班牙（亞拉岡王權）。旗幟中央的市徽描繪哥倫布艦隊中的一艘船（外圍為黃色圓形邊框），周圍則為仿照美國國旗設計的盾牌，深藍底色上為13條紅白相間的條紋和12顆白星（船兩側各6顆）。旗幟10：19的比例也與美國國旗有關，哥倫布的市政法規並未明定市旗比例，而是規定須與星條旗的比例相同，1959年夏威夷加入聯邦後的行政命令規定美國國旗尺寸為20✕38（通常簡化為10✕19）。棲息於盾牌頂部的為一隻展翅的鵰，為美國的象徵之一。鵰的後方為俄亥俄州議會大廈的圓頂，象徵哥倫布作為該州首府的重要性。圓頂上方是以黃色古英文字體寫成的「Columbus, Ohio」（俄亥俄州哥倫布）字樣。此外，16顆黃色五角星和半個光葉七葉樹葉花環則圍繞上述所有元素。另一顆由鵰抓著的五角星，加上環繞的16顆，象徵俄亥俄州市為第17個加入聯邦的州。光葉七葉樹則是該州的州樹。

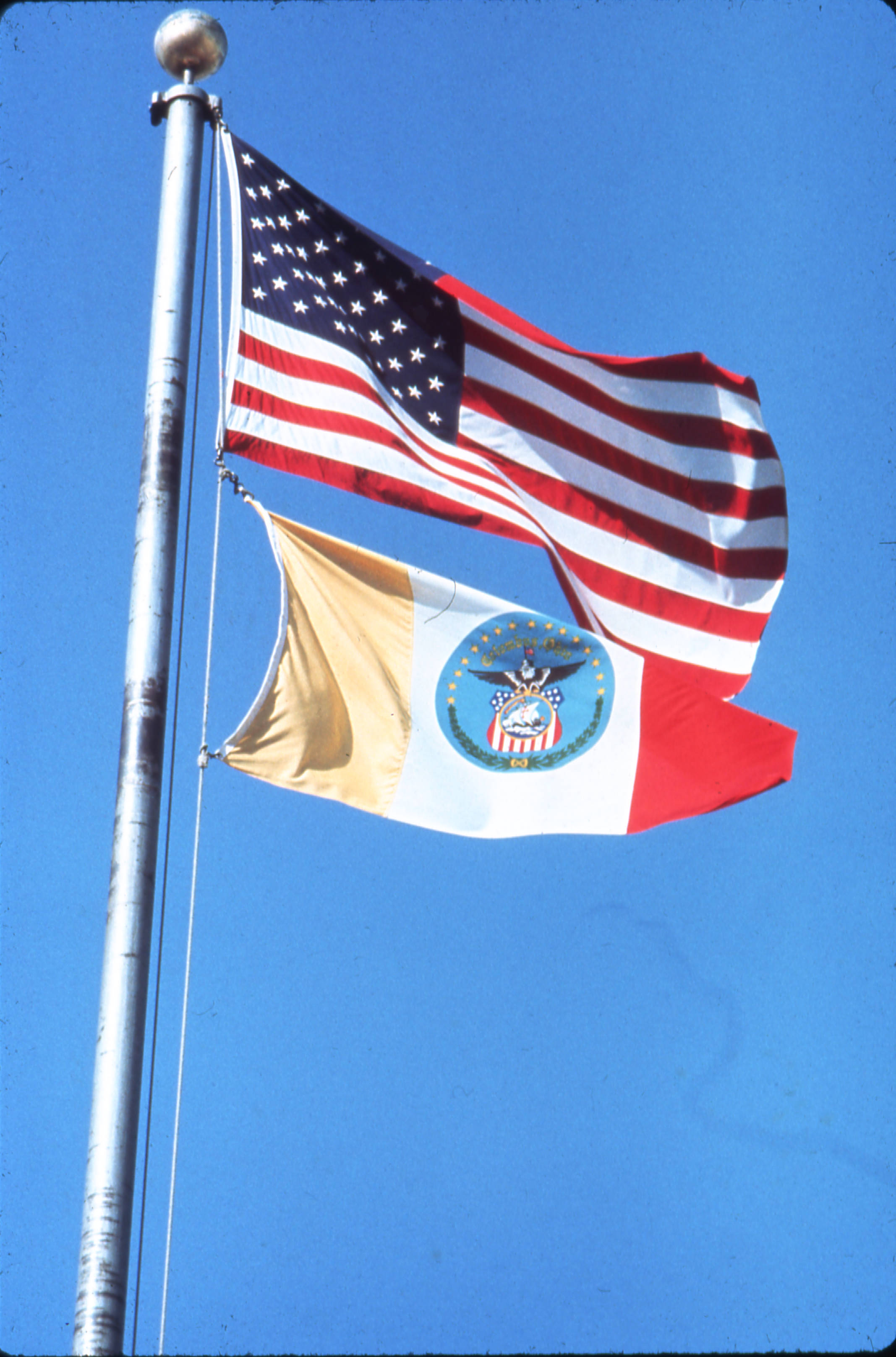
與美國國旗一同飄揚的哥倫布市旗

哥倫布市徽於1912年通過採用，起初並不包含後方藍色的區域。1958年12月9日，完整的圖案被該市採納用作徽章。官方對市徽的定義則保留部分藝術詮釋空間，因此也設計其他不同版本的徽章。
哥倫布市旗的設計因有頌揚克里斯多福·哥倫布之意而受到批評，由於哥倫布本身對當地原住民和殖民者存在暴力傾向，並參與大西洋奴隸貿易而致使其成為爭議人物。該市並持續刪除與哥倫布事蹟有關的描述。2020年喬治·弗洛伊德事件的示威活動後，該市宣布研擬修改城市旗幟和徽章的設計以移除與哥倫布本人的連結。

## 歷史

### 第一版旗幟

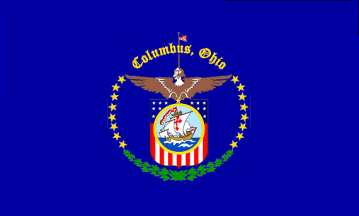
哥倫布1912－1929年使用的市旗

哥倫布的首面市旗僅有藍底配上市徽組成，於1912年2月12日由市議會召集委員會篩選通過。大部分的文獻皆顯示日期為2月12日，惟一份1962年的城市刊物指出其通過日期為1912年9月12日。通過市旗的決議：
藍色的背景上，帶有綠色的光葉七葉樹葉半花圈和16顆星組成的半圓。盾牌上則有個金色的圓圈，圈內有克里斯多福·哥倫布艦隊中的一艘船，上述的盾牌和船皆著上適當的顏色。盾牌的上方有一隻張開雙翅的鵰，保護著一顆金星（為整面旗中的第17顆），代表俄亥俄州。鵰的翅膀上方中央出現州議會大廈的圓頂，再上方標有「Columbus, Ohio」（俄亥俄州哥倫布）的鎏金古英文字母。

### 第二版旗幟
哥倫布的第二版（目前）的正式市旗是由市議會於1929年1月28日通過法規採用，其描述：
哥倫布市的官方旗幟如下所述：
旗幟由三垂直條組成。左方為鉻黃色，右方為腥紅色，中間則為白色。
1912年2月12日，哥倫布市議會決議通過將該市的徽章或紋章置於白條的中央。
旗幟的尺寸與美國國旗的標準尺寸相同。
該旗幟在決議通過後是否有實際被使用，已不得而知。事實上，該旗幟起源的相關資訊甚少，其設計者也不為人知。

### 第三版旗幟

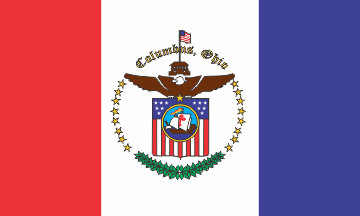
非官方旗幟，曾於1965－1975年使用

第三版旗幟在何時以及如何出現尚不得而知。其樣式為紅、白、藍三色，三直條的比例分別為1：1.3：1。儘管該旗幟從未被正式採用，至少最早在1965年就開始懸掛於市議會大廳。該旗幟的設計可在哥倫布市政廣場旁三一聖公會教堂於1965年裝置、以該市地標為主題的彩繪玻璃窗上看見。

### 修正和重新使用第二版旗幟
1974年，北美旗幟學協會（NAVA）作家肯尼斯·赫夫（Kenneth Huff）前往哥倫布拍攝當地的旗幟，在其印象中該市是使用1929年黃紅白版本的市旗，因此在他看到紅白藍三色的旗幟後感到困惑。他聯繫市政文員辦公室，後者也調查該旗為何成為當地事實上使用的旗幟，但以無結論告終。1976年4月，一面哥倫布市警察局根據1929年法令設計的旗幟提交至市議會，而錯誤的版本已懸掛至少十年。1976年美國建國二百周年的紀念活動中，正確的版本重新恢復使用，三直條比例為1：1.4：1。目前1：2：1比例則是於1985年採用，以契合市徽。該市在採用新版旗幟的同時，為市徽增加藍色背景。2004年北美旗幟學協會對150個美國城市旗幟的調查當中，哥倫布市旗排名第72位，即俄亥俄州五面市旗的第三位（低於克里夫蘭和辛辛那提）。
2012年，第46屆NAVA年會於哥倫布市中心舉行。與歷屆年會相同，主辦方舉辦競賽選出代表此屆年會的旗幟，獲勝旗幟通常包含象徵主辦城市的元素。該屆代表旗幟設計由一條白色弧線將藍色旗桿面（Hoist side）和紅色飛旗面（Fly side）分隔，弧線本身則以字母「C」的樣式象徵哥倫布。紅、白、藍的配色則符合俄亥俄州州旗和美國國旗的設計。

### 重新設計
長期有人士倡議重新設計市旗。其中較出名的「哥倫布人之旗」（The People's Flag of Columbus）由俄亥俄州立大學設計系教師保羅·尼尼（Paul Nini）設計，旗幟由中央的白色十字分為四部分，十字代表該市羅德街和高街的交叉口。旗桿面（Hoist side）的白色十字貫穿一個淺藍色半圓，象徵賽歐托河和與該市接壤的富蘭克林頓半島，以及橫跨河流的羅德街；飛旗面（Fly side）則由4條紅色和3條白色直條（包括十字上的一條）構成，象徵俄亥俄州州旗，以及服務該市的7名市議員。正中央為一顆藍星，代表哥倫布作為俄亥俄州首府的地位。
時任市長安德魯·金瑟在喬治·弗洛伊德事件抗議期間要求組建哥倫布藝術委員會（Columbus Art Commission），負責重新設計市旗和市徽，同時並未訂下完成時限。

## 使用

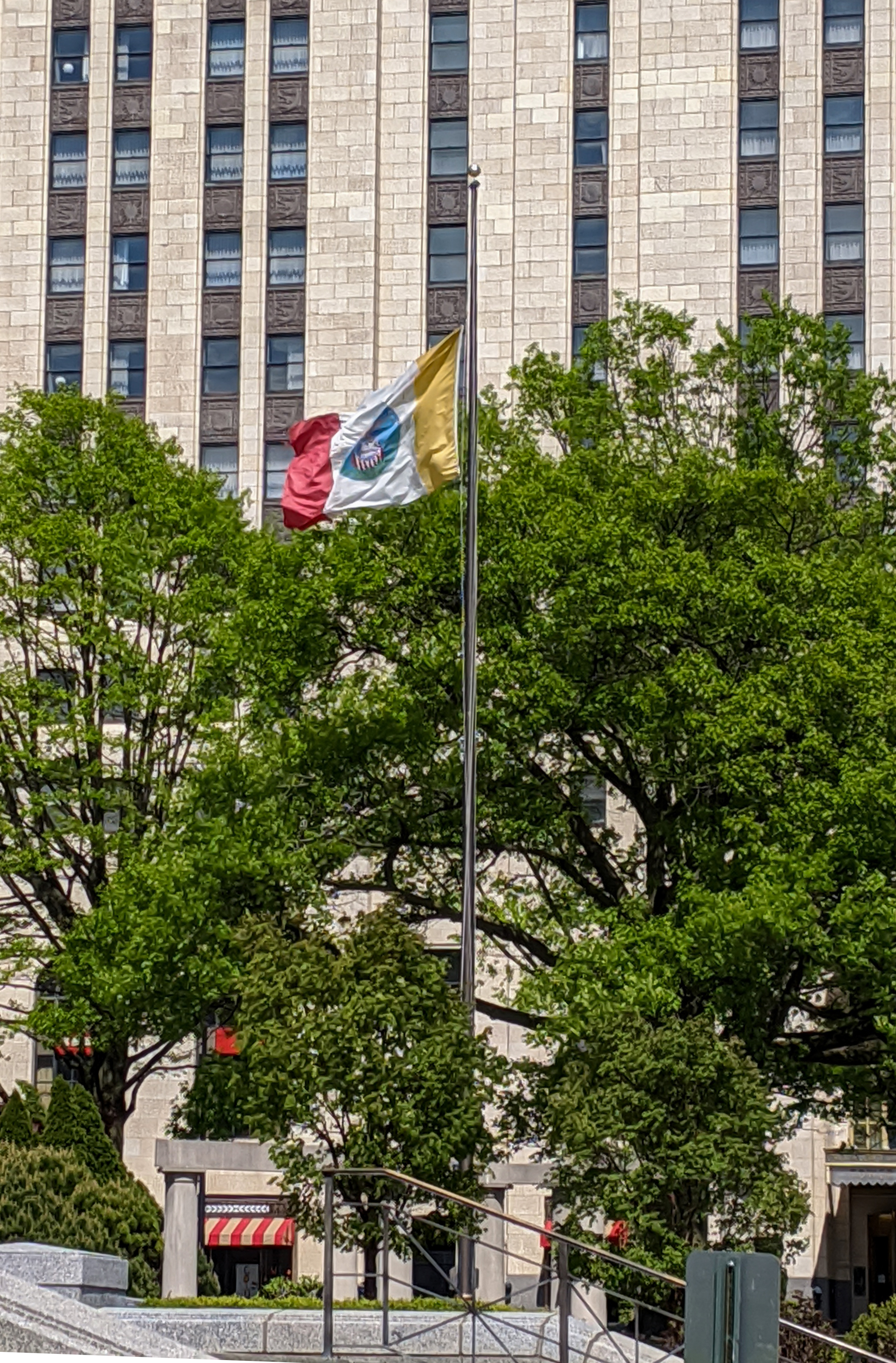
飄揚於市政廳之外的哥倫布市旗

上述市政法規授權市旗懸掛於哥倫布市政廳，懸掛位置不高於國旗。
2016年哥倫布機員足球俱樂部的客場球衣（被稱為「For Columbus」）即是使用市旗的元素設計，配色以黃、白、紅色為主，領口上有17顆星。球衣正面的左下角也印有縮小版市旗，而市徽則被製作在靠近心臟位置的球衣內側、隊徽之後。

## 外部連結
- 「哥倫布人之旗」官方網站 （页面存档备份，存于）
- 世界旗幟網 （页面存档备份，存于）